# Pintadoïta
La pintadoïta és un mineral de la classe dels fosfats. Anomenada així per la seva localitat tipus: Pintado Canyon, Utah, EUA. Segons algunes fonts, l'espècie no es troba adequadament caracteritzada.

## Classificació
Segons la classificació de Nickel-Strunz, la pintadoïta pertany a «08.FC - Polifosfats, poliarsenats i [4]-polivanadats, només amb H₂O» juntament amb els següents minerals: fianelita, canafita, arnhemita, wooldridgeïta i kanonerovita.

## Característiques
La pintadoïta és un fosfat de fórmula química Ca₂(V₂O₇)·9H₂O. Forma crostes o taques damunt de roques. Forma eflorescències.

## Formació i jaciments
Descrit només al Canadà i als Estats Units (Utah, Colorado, Nevada i Arizona). Descrit formant eflorescències en gresos de McElmo. En la seva localitat tipus es va trobar associat a quars i guix. El material tipus es conserva a la Universitat Harvard i al Museu d'Història Natural a Washington.